# Guillermo Arévalo

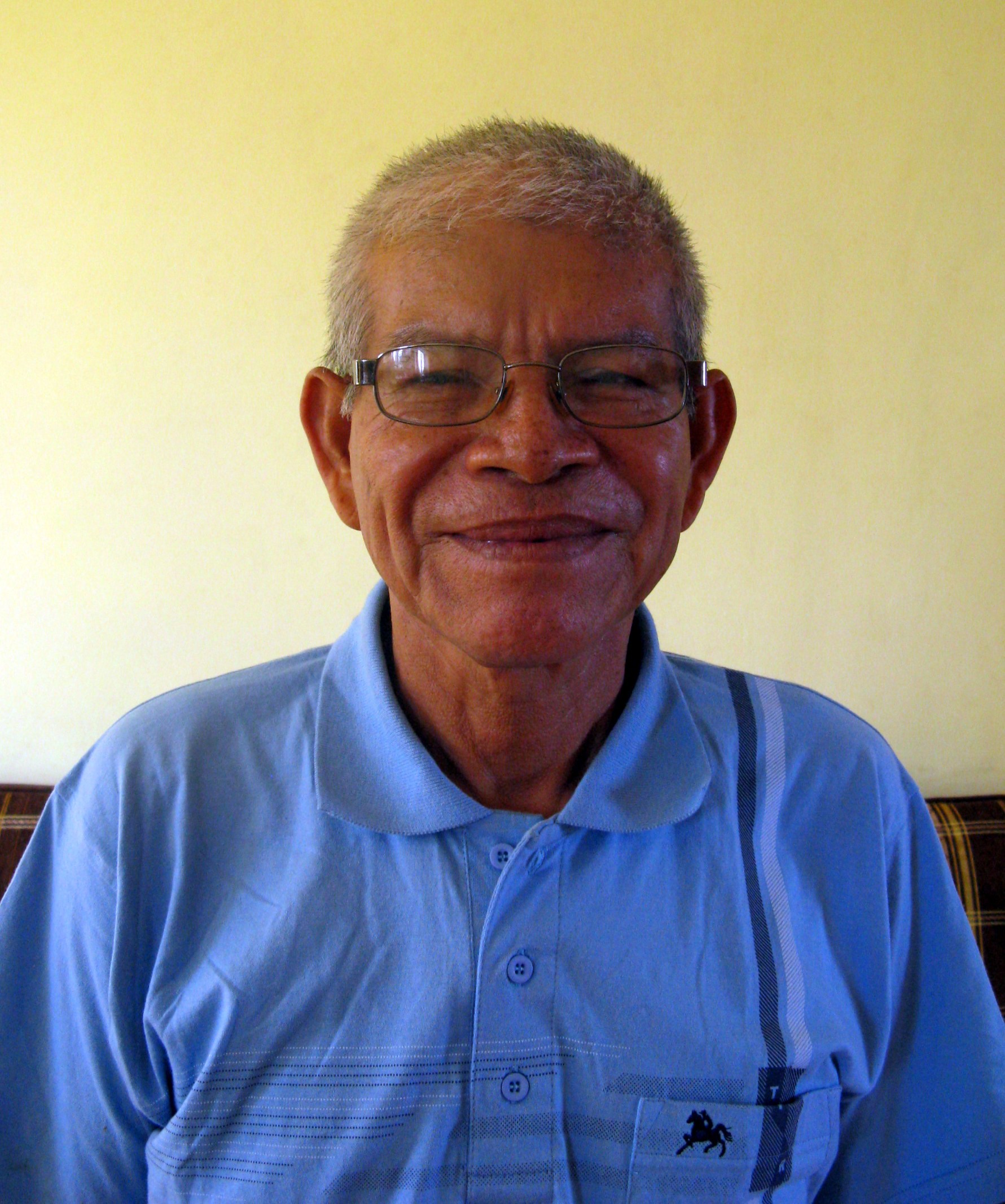
Guillermo Arévalo

Guillermo Arévalo är en shaman tillhörande shipibofolket i peruanska amazonområdet. Hans shipibonamn är Kestenbetsa som betyder ”universums eko”. 
Arévalo började redan vid 7 års ålder sin träning inom ayahuasca-shamanismen genom sin far, också shaman.  
Arévalo var 1982 en av grundarna till en shipibo-organisation ”Aplicación de Medicina Tradicional” (AMETRA) som förordade studiet och tillämpningen av den traditionella medicinen som tillämpades i byarna längs Ucayalifloden. Organisationen var aktiv med säte i Yarinacocha (Pucallpa) fram till år 2000. Han utgav under denna tid en bok om shipibofolkets medicinalväxter 
I Loreto-departementet  i närheten av Iquitos ledde Arévalo senare ett hälsocentrum för holistiskt helande med namnet ”Espíritu de Anaconda”  under sju år, som senare 2011 efterföljdes av en ny verksamhet under namnet ”Anaconda Cósmica”. Arévalo har intervjuats för internationella dokumentärfilmer kring bruket av ayahuasca.